# René Kos
René Kos (* 17. Oktober 1955 in Langedijk) ist ein ehemaliger niederländischer Bahnradsportler und Steher-Weltmeister.

## Sportlicher Werdegang
1980 wurde René Kos Zweiter der Steher-Weltmeisterschaften in Besançon und Zweiter bei den Niederländischen Steher-Meisterschaften; seine WM-Medaille musste er wenige Wochen später allerdings wegen Dopings zurückgeben. Im Jahr darauf, 1981, errang er in Brünn hinter Bruno Walrave den Weltmeistertitel und wurde auch niederländischer Steher-Meister; diesen nationalen Titel errang er in den folgenden Jahren noch dreimal. 1981 wurde er Zweiter bei den Europameisterschaften im Steherrennen. Bei den Steher-Weltmeisterschaften 1983 belegte Kos erneut einen zweiten Platz. Er startete auch bei 28 Sechstagerennen, seine beste Platzierung war ein dritter Platz 1984 in Buenos Aires mit dem Belgier Willy De Bosscher.

## Trainer und Sportlicher Leiter
2002 und 2003 war René Kos Trainer der niederländischen Junioren-Straßenfahrer. Zudem ist er auch als Rennveranstalter und Schrittmacher tätig. Anschließend arbeitete Kos beim Radsportteam „Koga-CreditForce-Ubbink Track Cycling Team“ als Sportlicher Leiter, in welchem auch seine beiden Söhne Patrick und Christian aktiv waren.
2009 sollte er das iranische Bahnteam zur Vorbereitung auf die Asienspiele 2010 betreuen, diese Verpflichtung kam aber wegen der unsicheren Sicherheitslage nicht zustande.

## Erfolge

### Als Rennfahrer
1980
- Weltmeisterschaft – Steherrennen (wegen Dopings disqualifiziert)

1981
- Weltmeister – Steherrennen (hinter Bruno Walrave)
- Niederländischer Meister – Steherrennen

1982
- Niederländischer Meister – Steherrennen

1983
- Weltmeisterschaft – Steherrennen (hinter Bruno Walrave)

1984
- Niederländischer Meister – Steherrennen

1985
- Niederländischer Meister – Steherrennen

### Als Schrittmacher
- 2018 UEC-Derny-Europameisterschaft – vor Nick van der Lijke